# Retentividad anal
La retentividad anal es un rasgo de personalidad caracterizado por una preocupación excesiva por los detalles.El concepto se originó en la teoría psicoanalítica freudiana, donde un aspecto de la fase anal del desarrollo psicosexual es el placer en la retención de las heces. La fijación en esta etapa puede resultar en una personalidad marcada por la frugalidad, la obstinación y el orden.A pesar de sus raíces psicoanalíticas y del significado literal de las palabras, en el uso común el término generalmente se refiere simplemente a ciertos tipos de comportamientos obsesivos.

## Orígenes
En la psicología freudiana, se dice que la fase anal sigue a la fase oral del desarrollo infantil o en la primera infancia, y ocurre aproximadamente entre los 18 meses y los 3 años de edad. La atención del infante se desplaza de la estimulación oral a la estimulación anal, generalmente de forma simultánea al aprendizaje del control de sus funciones excretoras. Freud postuló que los niños que experimentan conflictos durante esta etapa pueden desarrollar ciertas fijaciones o rasgos de personalidad. Si la asociación de la libido con la zona erógena anal y la función excretora no se resuelve satisfactoriamente (por ejemplo, como resultado de que el niño sea reprendido con demasiada frecuencia o severidad por accidentes durante el entrenamiento para ir al baño), pueden desarrollarse más adelante rasgos de carácter llamados "anal-retentivos", como un exceso de orden, terquedad y compulsiones de control.Si el placer excretorio se sobreindulga durante este periodo, el individuo puede desarrollar rasgos de personalidad "anal-expulsiva".

## Influencia
Las teorías de Freud sobre la primera infancia han sido influyentes en la comunidad psicológica; la expresión anal retentivo y el término anal sobreviven en el uso común. La segunda edición del Manual Diagnóstico y Estadístico (DSM-II) introdujo el trastorno obsesivo-compulsivo de la personalidad (TPOC), con una definición basada en la descripción freudiana de la personalidad anal-retentiva.Según Kathleen Berger, escribiendo en el año 2000, no existe investigación concluyente que vincule los conflictos de la fase anal con los tipos de personalidad "anales".